# Meteorus testaceorufa
Meteorus testaceorufa är en stekelart som beskrevs av Roy D. Shenefelt 1969. Meteorus testaceorufa ingår i släktet Meteorus och familjen bracksteklar. Inga underarter finns listade i Catalogue of Life.